# ذخائر الهجوم المباشر المشترك
ذخائر الهجوم المباشر المشترك (بالإنجليزية: Joint Direct Attack Munition)‏ المعروفة أختصارا باسم جدام (JDAM) هي حزمة منخفضة التكلفة بنتها شركة بوينغ، وتتكون هذه الحزمة من عدة واجهزة توجيه، تثبت على القنابل غير الموجهة أو «القنابل الغبية» وتحولها إلي ذخائر موجهة "ذكية" تعمل في جميع الأحوال الجوية.
والقنابل المجهزة بجدام (JDAM)، تسترشد بواسطة نظم متكاملة للتوجيه مثل نظام التوجيه بالقصور الذاتي إلى جانب مستقبل لنظام تحديد المواقع العالمي (GPS) مما يمنحها مدى يصل إلى 15 ميلا بحريا (28 كلم). وتتراوح زنة القنابل المجهزة بجدام (JDAM)، من 500 رطل (227 كلغ) إلى 2,000 رطل (907 كلغ).
عندما تركب حزمة جدام على قنبلة، فأنه يعطي القنبلة مسمى جي بي يو (GBU) والذي يعني وحدة قنابل موجهة (بالإنجليزية: Guided Bomb Unit)‏ ليحل محل تسمية القنبلة.
جدام (JDAM) ليست بحد ذاتها سلاح، بل هي مجموعة توجيه تثبت على القنبلة، ويحولها من قنابل غير موجهة إلى قنابل دقيقة التوجيه (PGMs). والمكونات الرئيسية لنظام جدام يتكون من ذيل مع أسطح تحكم هوائية، ومجموعة الجسم (strake)، ووحدة تحكم مدمجة تجمع بين نظام التوجيه بالقصور الذاتي ووحدة التحكم بالتوجيه لتحديد المواقع.
في النزاعات المسلحة الأخيرة التي خاضتها في الولايات المتحدة، أثبتت جدام بأنها موثوقة جدا ودقيقة، ويمكن أن يتم تطلق من الطائرات في جميع الظروف الجوية وعلى مسافة كبيرة من الهدف (تصل إلى 27 كم اعتمادا على الارتفاع الذي يتم الإطلاق منه).

## أنواع جدام

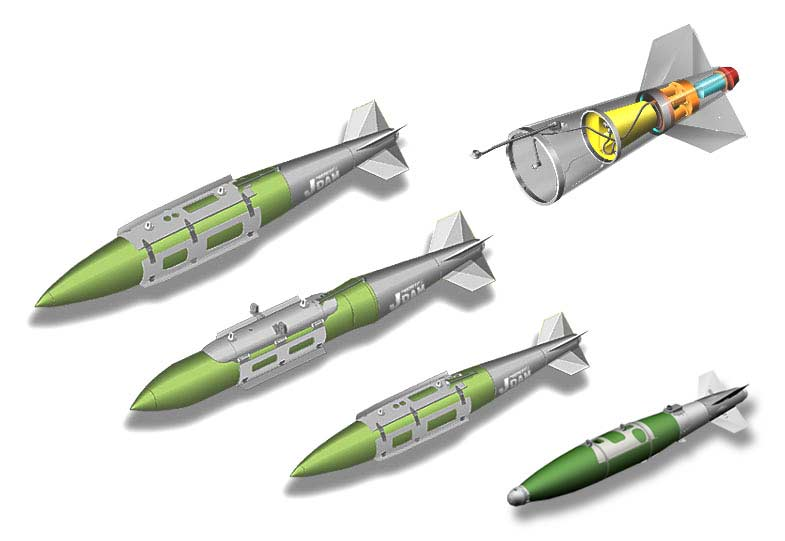
رسم من القوات الجوية الأمريكية فنان يصور حزمة جدام وطريقة تركيبها على قنابل غير موجهة من نوع قنبلة مارك 84 وقنبلة بي إل يو-109 وقنبلة مارك 82 وقنبلة مارك 83
unguided bombs.

يمكن ترقية أنواع مختلفة من قنابل السقوط الحر الي جدام (JDAM) منها:
- قنبلة مارك 82 (241 كجم)
- قنبلة مارك 83 (447 كجم)
- قنبلة مارك 84 (894 كجم)

## التكامل

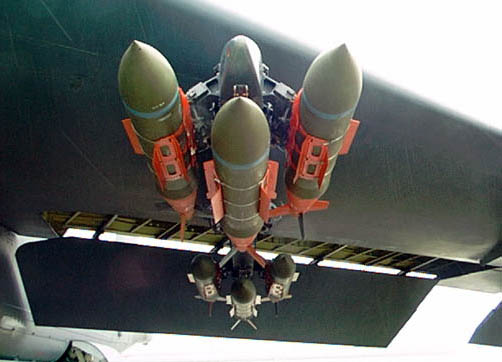
قنابل جدام محملها تحميلها تحت جناح قاذفة قنابل من طراز بي-52 ستراتوفورتريس

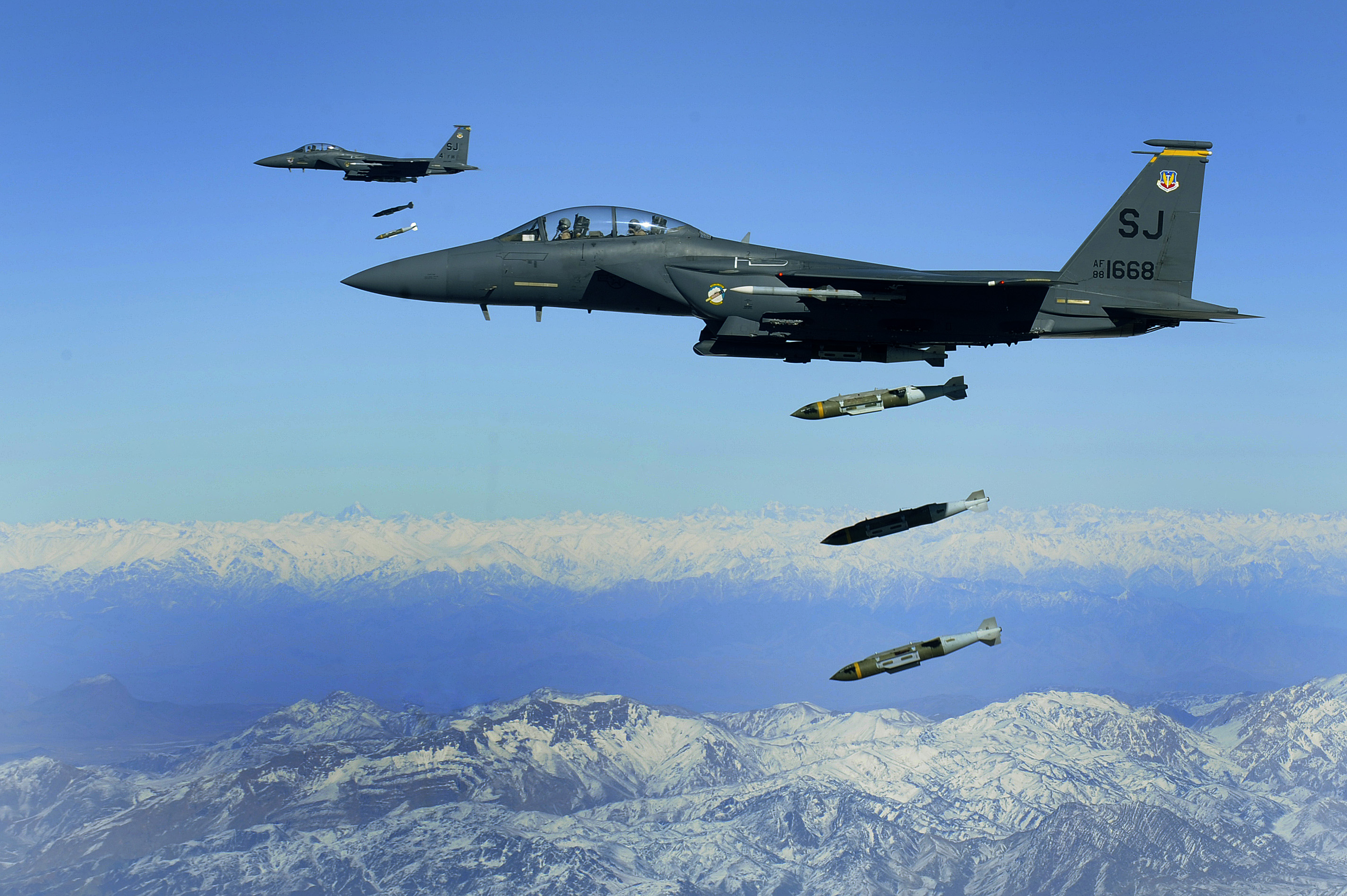
طائرتان من نوع إف-15 إي سترايك إيغل تسقط قنابل GBU-31S زنة 2000 رطل في أفغانستان 2009.

### حاليا
جدام متوافقة حاليا مع الطائرات التالية:
- إيه-4 سكاي هوك
- إيه في-8 بي هارير الثانية
- إيه - 10 ثاندر بولت الثانية
- أي.إم.إكس إنترناشيونال
- بي-1 لانسر
- بي 2 سبيرت
- بي-52 ستراتوفورتريس
- إف-15 إي سترايك إيغل
- إف-16 فايتينغ فالكون
- CF-18 Hornet  [لغات أخرى]‏
- إف/إيه-18 هورنت
- إف/إيه-18إي/إف سوبر هورنت
- إف - 22 رابتور
- إف-35 لايتنيغ الثانية
- إم كيو-9 ريبر
- ميتسوبيشي إف 2
- تورنادو
- ميراج إف1
- يوروفايتر تايفون
- ساب جاس-39 غربين
- إمبراير إي إم بي 314 سوبر توكانو[3]
- ت-50 النسر الذهبي

### سابقا
قنابل جدام متوافقة مع الطائرات التالية:
- إف-14 توم كات – متقاعد
- إف - 117 نايت هوك – متقاعد
- إس-3 فايكنغ – متقاعد

## المستخدمون
بالإضافة إلي المستخدم الرئيسي وهو جيش الولايات المتحدة، فأن حكومة الولايات المتحدة قد وافقت أيضا على بيع وتصدير جدام (JDAM)، وذلك بموجب قانون مراقبة تصدير الأسلحة، وبأعداد محدودة لعدد قليل فقط من البلدان.

### الدول المستخدمة
- أستراليا[4]
- بلجيكا
- كندا : استخدم سلاح الجو الملكي الكندي أول جدام خلال عملية موبايل في 2011.[5]
- تشيلي
- الدنمارك
- مصر
- فنلندا[6][7]
- اليونان[8]
- عمان
- الإمارات العربية المتحدة
- ألمانيا : (أول زبون الدولي لـ LJDAM)
- إسرائيل[9]
- إيطاليا[10] تم إنتاج ما بين 900 و 1000 ذخائر الهجوم المباشر المشترك وذخائر الهجوم المباشر المشترك في إيطاليا لصالح القوة الجوية الإيطالية بواسطة شركة اوتو ميلارا
- إسبانيا[11] القوات الجوية الإسبانية EAV-8B+ (فقط GBU-38)
- اليابان(＋ LJDAM)[12]
- ماليزيا[13]
- المغرب [14]
- هولندا[15]
- النرويج[16]
- فلبين
- بولندا
- البرتغال
- السعودية[17]
- سنغافورة
- كوريا الجنوبية
- تايلاند
- تركيا
- إندونيسيا